# Protiletadlový křižník

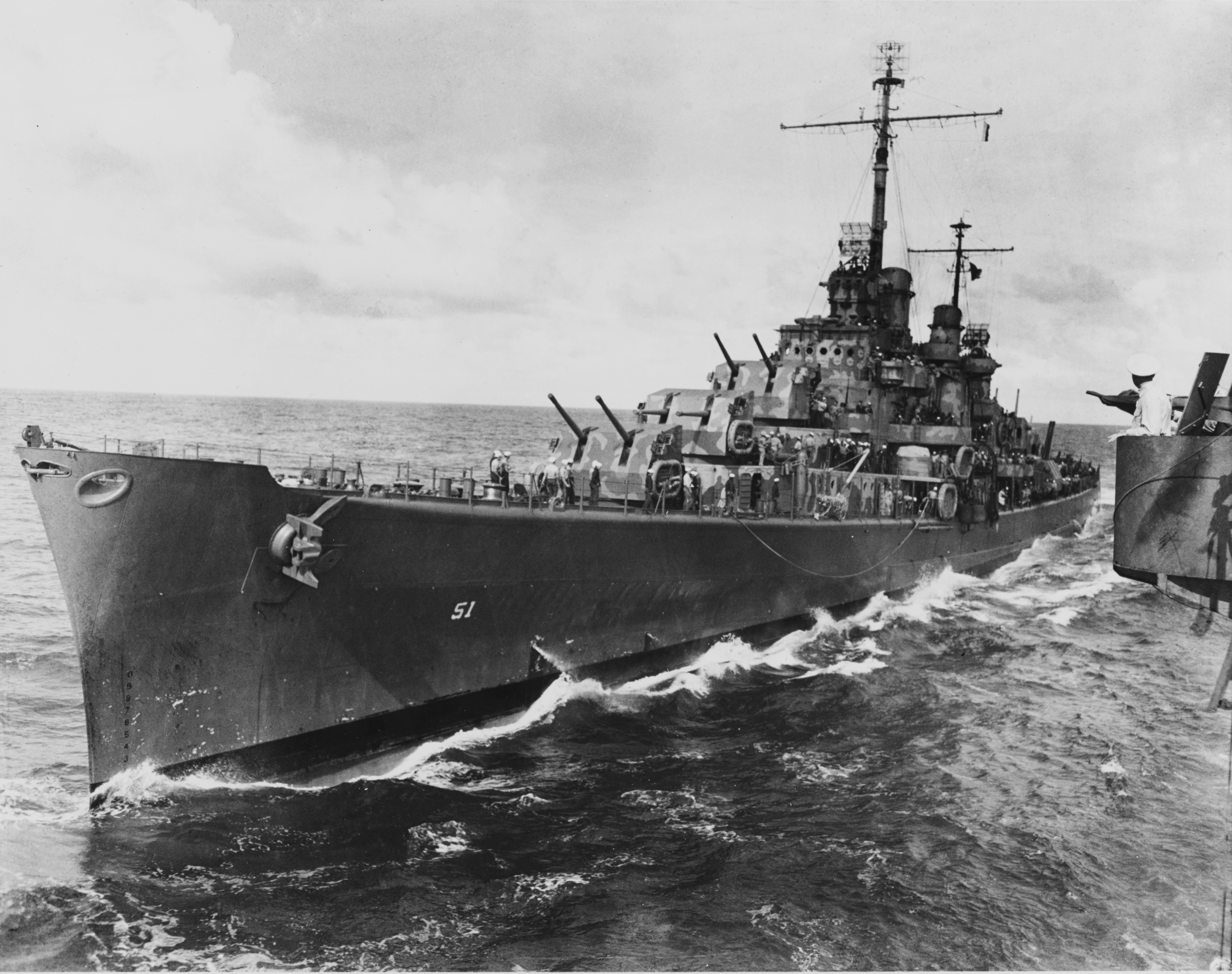
USS Atlanta

Protiletadlový křižník je válečná loď určená k ochraně vlastních plavidel před leteckým útokem. Za tímto účelem jsou protiletadlové křižníky vybaveny silnou protiletadlovou výzbrojí.
Průkopníky ve stavbě protiletadlových křižníků byli Britové, kteří pro Royal Navy nejprve přestavěli několik prvoválečných lehkých křižníků třídy C a v letech 1940–1942 postavili šestnáct protiletadlových křížníků třídy Dido, vyzbrojených deseti dvouúčelovými 132mm kanóny. Britské zkušenosti s loděmi této kategorie se odrazily v americké konstrukci třídy Atlanta, která však byla výrazně větší a lépe vyzbrojená.
Dvouúčelové kanóny byly použity i u poválečných konstrukcí nizozemské třídy De Zeven Provinciën či francouzských protiletadlových křižníků De Grasse a Colbert. Nástup nové generace rychlých proudových letadel však snížil efektivitu dělostřelecké protiletadlové výzbroje, kterou nahradily protiletadlové raketové komplety. Specializovaná protiletadlová plavidla, jako jsou například fregaty třídy Horizon, tak jsou dnes založena na raketových systémech.